# Isola Stjag
L'isola Stjag  (in russo коса Стяг, kosa Stjag) è un'isoletta russa che fa parte dell'arcipelago di Severnaja Zemlja ed è bagnata dal mare di Laptev. L'isola è in realtà solo una lingua di terra (in russo kosa)
e il suo nome in italiano significa "stendardo" o "bandiera" (Stjag). Amministrativamente fa parte del Tajmyrskij rajon del Territorio di Krasnojarsk, nel Circondario federale della Siberia.

## Geografia
L'isola fa parte del gruppo delle isole Majskie (le isole di Maggio) che si trovano nella parte sud-orientale dell'arcipelago, a nord dell'isola Starokadomskij. Stjag è la più settentrionale del gruppo, dista 3 km da Starokadomskij; è una lingua di terra, a serpentina, di circa 3,5 km. Vicino alla parte centrale ci sono 2 isolette senza nome collegate da una secca di sabbia.